# SN 2004cj
SN 2004cj – supernowa typu Ia odkryta 29 stycznia 2004 roku w galaktyce PGC1397530. W momencie odkrycia miała maksymalną jasność 20,10m.